# Xã Dyess, Quận Mississippi, Arkansas
Xã Dyess (tiếng Anh: Dyess Township) là một xã thuộc quận Mississippi, tiểu bang Arkansas, Hoa Kỳ. Năm 2010, dân số của xã này là 787 người.